# Mouftaou Adou
Mouftaou Adoun (sinh ngày 10 tháng 4 năm 1991 ở Cotonou) là một cầu thủ bóng đá người Bénin who hiện tại thi đấu ở Bénin cho Port Autonome.

## Sự nghiệp
Adou khởi đầu sự nghiệp cùng với ASPAC Cotonou và sau Cúp bóng đá châu Phi 2010, vào tháng 2 năm 2010 anh gia nhập câu lạc bộ tại Giải bóng đá ngoại hạng Bénin Port Autonome-ASPAC. Anh thử việc vào tháng 2 năm 2010 và ký hợp đồng cùng với SK Sturm Graz, nhưng câu lạc bộ của anh, Port Autonome từ chối thương vụ này.

## Sự nghiệp quốc tế
Adoun là một phần của Đội tuyển bóng đá quốc gia Bénin tại Cúp bóng đá châu Phi 2010 ở Angola.